# Assedio di Patrasso (1821)
L'assedio di Patrasso fu uno dei primi eventi della guerra d'indipendenza greca (1821-1830).

## Storia
Il 4 aprile del calendario gregoriano, iniziarono i combattimenti in città tra la popolazione greca e quella ottomana; i musulmani si rifugiarono immediatamente nel Castello di Patrasso e la città fu devastata durante i combattimenti. Il 7 aprile, il vescovo Germanos arrivò alla testa di un esercito improvvisato e iniziò un blocco del castello. Senza un'artiglieria efficace, i greci (da 5 a 6000 uomini) potevano contare solo sulla mancanza di acqua per ottenere una resa. Il blocco fu revocato, tuttavia, quando un esercito di soccorso ottomano di 300 uomini entrò nella fortezza il 15 aprile mentre la guarnigione faceva una sortita: essendo i soldati greci fuggiti senza combattere, gli ottomani saccheggiarono le parti ancora intatte della città e presero molti prigionieri dalla popolazione.
L'assedio di Patrasso fu ripetuto diverse volte durante la guerra, per periodi di tempo variabili, ma i greci non furono mai in grado di prendere la cittadella, che fu finalmente consegnata ai francesi durante la Campagna di Morea nel 1828.
In aprile, l'esercito ottomano tolse l'assedio e distrusse gran parte della città, e Patrasso rimase sotto il controllo ottomano quasi fino alla fine della guerra (1828).